# St. Elisabeth (Sondershausen)

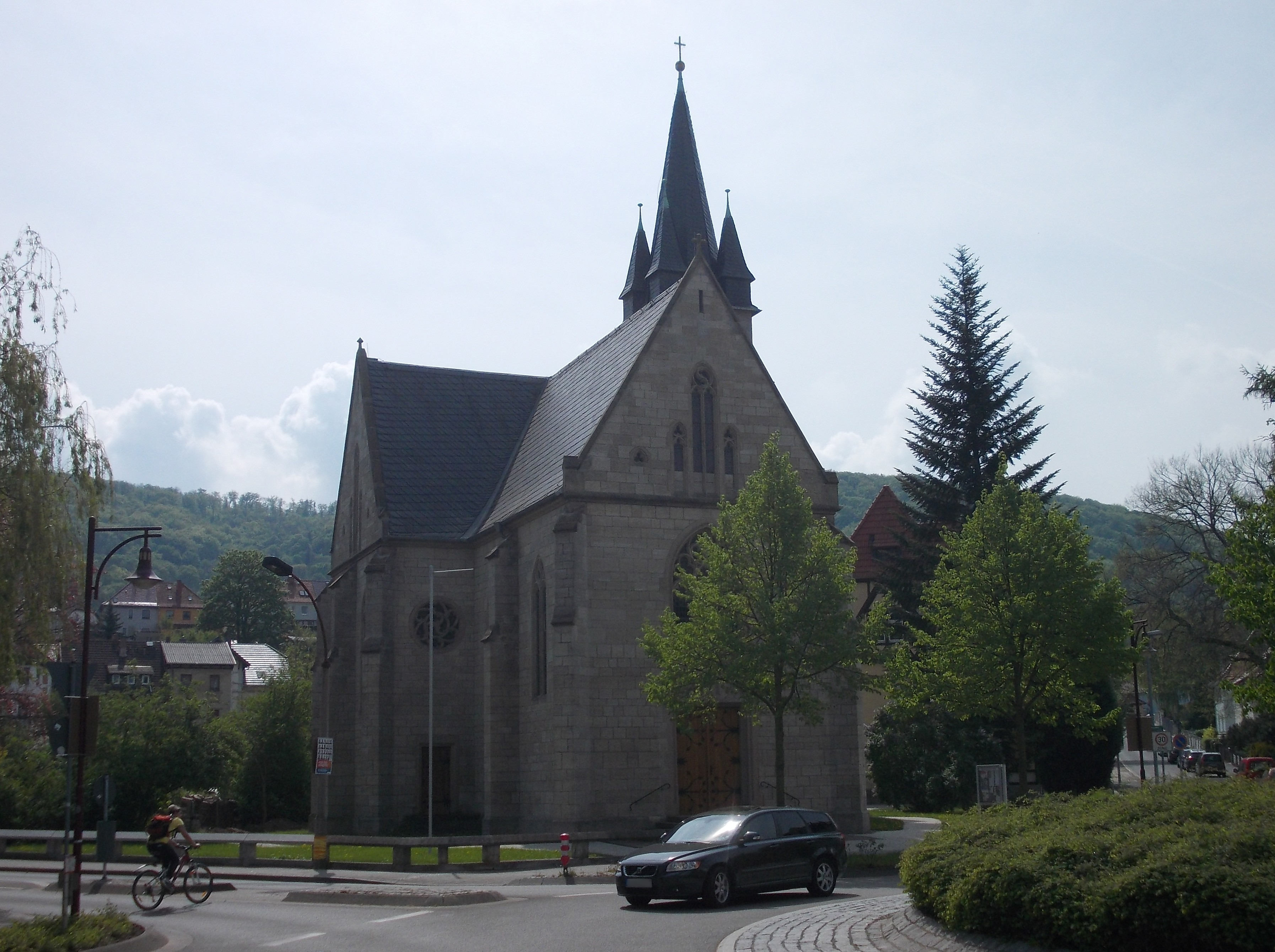
St. Elisabeth

Die römisch-katholische Filialkirche St. Elisabeth steht in Sondershausen im thüringischen Kyffhäuserkreis. Sie ist Filialkirche der Pfarrei Dom zum Heiligen Kreuz Nordhausen im Dekanat Nordhausen des Bistums Erfurt. Sie trägt das Patrozinium der heiligen Elisabeth von Thüringen.

## Lage
Die Kirche befindet sich am Elisabethplatz in Sondershausen.

## Geschichte
Das 1908 errichtete Gotteshaus ist dem Bistum Erfurt und dem Dekanat Nordhausen zugeordnet. Die Kirche und das angrenzende Gemeindehaus sind saniert und restauriert.
1941 schuf der Bildhauer Otto Zirnbauer die Holzskulptur St. Elisabeth für den Kirchenraum.
Wegen seiner klangvollen Orgel, die von der Orgelbauwerkstatt Waltershausen 2002 geschaffen wurde, wird das Gotteshaus auch durch Konzerte frequentiert. Es ist überdies Treffpunkt für den ökumenischen Kirchenchor sowie eine Kindereinrichtung zum Religionsunterricht.